# Avalancha (canción)
«Avalancha» es una canción compuesta por el grupo español de rock español y hard rock, Héroes del Silencio, perteneciente a su cuarto álbum de estudio homónimo: Avalancha, publicado en 1995 por la discográfica EMI.  
Fue el cuarto y último sencillo del grupo publicado un año después en 1996 tras el cual dejaron de existir como formación hasta 2007 cuando Enrique Bunbury, Juan Valdivia, Joaquín Cardiel, Pedro Andreu y excepcionalmente, Gonzalo Valdivia volvieron a los escenarios como tal para ofrecer un tour de despedida y de homenaje a sus fanes titulado Héroes del Silencio Tour 2007 en donde interpretaron dicha canción en directo en la ciudad de México, D. F. y formó parte de la edición en el DVD que se publicó posteriormente del Tour 2007.

## Composición
La letra escrita por Enrique Bunbury es críptica y simbólica, haciéndose servir de muchas metáforas, contradicciones, y demás figuras estilísticas que Bunbury usa para expresar los efectos propios de la locura y de sus dudas trascendentales. Musicalmente es una pieza en donde se hace uso profusamente de una base guitarrística roquera muy próxima al estilo heavy metal.
- Datos: Q5713068